# Transhumanism Inc.
Transhumanism Inc. — восемнадцатый роман Виктора Пелевина, вышедший 26 августа 2021 года. Название романа отсылает к философской концепции трансгуманизма. Является непрямым продолжением романов «Empire V», «Бэтман Аполло» и «iPhuck 10».

## Публикация
Роман был анонсирован 21 июля 2021 года на сайте издательства «Эксмо». Книга одновременно вышла в печатном виде (издательство «Эксмо») и на сервисе электронных книг «ЛитРес».

## Сюжет
Произведение представляет собой семь рассказов, объединённых общим вымышленным миром.
Действие происходит на Земле в отдалённом будущем («206 год Green Power»), через несколько веков после событий романа «iPhuck 10». Разработана и много лет используется технология, которая позволяет сохранять работающий мозг отдельно от тела, что даёт владельцу мозга новую «жизнь» в виртуальном мире, а также возможность опосредованно взаимодействовать с миром реальным. Такая технология позволяет продлить жизнь практически до бесконечности, так как нейроны головного мозга не стареют в отличие от клеток тела. Технология чрезвычайно дорогая и её могут позволить себе только самые богатые и влиятельные люди планеты. По сути, вся человеческая цивилизация много лет управляется бессмертными мозгами. Эти мозги хранятся в специальных боксах (в народе их называют «банками»), которые спрятаны в секретных бункерах. Среди мозгов есть своя иерархия из нескольких уровней (или, как их называют, «таеров»), которые различаются качеством и длительностью симуляций. Считается, что существует восемь таеров, но поговаривают, что есть секретные таеры для сверхбогатых хозяев планеты.
Большинство обычных людей имеют мозговой имплант и специальный ошейник для считывания QQ-кода («кукуха»). В этом мире каждый человек, предмет или идея имеет свой уникальный QQ-код, который считывает «кукуха», которая выполняет несколько функций. Во-первых, она собирает данные для подсчёта социального рейтинга каждого человека, который зависит от множества факторов: что этот человек делал, что говорил, где был, что смотрел и слушал и т. п. Во-вторых, кукуха имеет постоянную связь с мозговым имплантом своего хозяина, что позволяет ей косвенно влиять на его мотивацию и поведение при помощи стимуляции зон, связанных с эмоциями. Например, товары, чья реклама оплачена, будут у «целевой группы» вызывать более сильные положительные эмоции. И, в-третьих, имплант может стимулировать зрительную кору людей, что позволяет искажать восприятие. Например, воспринимать лицо человека, оплатившего специальную услугу, как более красивое.
Владеет всеми этими технологиями фонд «Открытый мозг» — картель из множества фирм и корпораций. Реально управляет этим фондом компания «Transhumanism Inc.», акциями которой, в свою очередь, владеют «банкиры» с высших таеров, но контрольный пакет её акций принадлежит Атону Гольденштерну.
Давно в прошлом два талантливых друга — нейролог-кореец и программист-швед открыли стартап «Розенкранц и Гильденстерн живы» (в честь пьесы Тома Стоппарда «Розенкранц и Гильденстерн мертвы»), в котором и создали технологию продления жизни в виде бесконечного существования мозга в «банке». Основатели стартапа ради шутки поменяли свои настоящие фамилии на «Розенкранц» и «Гильденстерн» — и вошли в историю именно так. Настоящие их фамилии уже никому не известны, кроме того, что Гильденстерна когда-то звали «Антон». Через полвека после того, как Розенкранц и Гильденстерн сами переехали в банки, Гильденстерн уже прямо из банки выкупил долю Розенкранца — и поменял своё имя на «Атон Гольденштерн». С тех пор прошло много сотен лет и в настоящее время Гольденштерн является, по сути, полным хозяином планеты. Тем не менее, Гольденштерн старается не афишировать своё существование. Любое упоминание его имени («ГШ-слово») обычными людьми приводит к тому, что их социальный рейтинг снижается, а имплант вызывает у них неприятные эмоции. Соответственно, обсуждение существования Гольденштерна воспринимается людьми как давно опровергнутая конспирологическая теория, говорить о которой неприлично и глупо.
Материальное общество живёт в мире эко-технологий, в котором углеродные выбросы в атмосферу сведены к минимуму, однако для этого человечеству пришлось пережить технологический регресс во многих аспектах: вместо автомобилей снова используется гужевой транспорт, а существенную часть работ снова нужно выполнять вручную. Однако и рабочие люди и лошади являются биороботами, практически лишёнными сознания: вместо природного мозга их телами управляют чипы. Люди-роботы называются хелперами, а на территории бывшей России (ныне Доброго Государства) — холопами. Они имитируют образ жизни крестьян, однако постоянно носят марлевые маски, которые скрывают не сходящие с их лиц нечеловечески счастливые блаженные улыбки. На хелперов не распространяются права человека, однако распространяются права животных. Живут они не более 10 лет. Продажей, доставкой и заменой хелперов занимается компания «Иван да Марья».

### «Гольденштерн всё»
Однажды Гольденштерн связывается с 18-летней русской девушкой Маней и нанимает её в качестве своеобразного живого аватара, чтобы испытывать все её ощущения. Вскоре Мане сообщают, что против Гольденштерна готовится переворот, его мозг планируют найти и уничтожить, поэтому её просят принять замаскированный чемодан с его мозгом и бежать с ним в деревню. Когда она выполняет это распоряжение, оказывается, что никакого заговора не было, а Гольденштерн просто хочет испытать острые ощущения, затянув девушку в свою игру — она должна убить его, а иначе умрёт сама. Маня неспособна на серьёзное сопротивление, поскольку мозг в чемодане имеет над ней огромную власть через имплант, поэтому она разрабатывает план и просит странствующих скоморохов, лишённых таких имплантов, связать её, а чемодан выкинуть в пропасть. Они, однако, сбрасывают обоих. За секунду до смерти она узнаёт, что она и все прочие участники этой истории и есть Гольденштерн.
В одиннадцатом таере, представляющем собой огромный золотой храм, просыпается Гольденштерн. Он расправляет свои шесть огненных крыльев и взмывает к куполу храма, чувствуя себя богом. На куполе храма имеется некая надпись, Гольденштерн в очередной раз читает её. По условиям симуляции он забывает её вместе со всем, что было прежде — и каждый раз видит как бы заново. Содержание надписи будет раскрыто в самом конце романа.

### «Поединок»
Сасаки-сан — японский мастер фехтования. За большие деньги он получил фальшивую справку, что у него нарушение мозга, что позволило ему не носить QQ-ошейник и мозговой имплант. Зарабатывает он себе на жизнь изготовлением человекообразных роботов, которые устраивают бои с тотализатором в стиле известных самураев прошлого. Бои очень популярны у главарей якудзы — мозгов из третьего таера.
Однако постепенно интерес к боям роботов спадает. Тогда Сасаки-сан использует нелегально приобретённые тела клонированных девушек (Винницкие лолиты) с отключённым мозгом (биороботов для секса), к которым он подключает чипы с программами, позволяющим этим телам участвовать в смертельных самурайских боях. Бой, который планируется как высшая точка в истории тотализатора, должен состояться между персонификациями Миямото Мусаси и Сасаки Кодзиро (в реальности их бой состоялся в 1612 г., Сасаки был убит лодочным веслом). Однако заказчикам кажется мало просто боя, они просят сделать так, чтобы самураи разговаривали во время поединка. Организатор создаёт программу на основе мантр и гаданий, которая должна генерировать текст перепалки, однако она оказывается настолько хороша, что призывает в тела девушек-бойцов духи Мусаси и Кодзиро. На удивление всем они не бранятся, а обсуждают, что оказались в своеобразном аду как заложники своей популярности и своего последнего боя. Они убивают всех зрителей боя, а затем, отказываясь сражаться, кончают жизнь самоубийством.
После такого кровавого финала к Сасаки являются представители якудзы и западной разведки и вынуждают сделать сеппуку. Однако он не умирает. Его мозг подключают к системам жизнеобеспечения, и Сасаки-сан оказывается в виртуальном мире третьего таера. Там он встречается с главарями якудзы, которые в мире третьего таера имеют облик весёлых и красивых девочек из аниме. Они предлагают Сасаки-сану жить вместе, занимаясь с ними сексом.

### «Свидетель Прекрасного»
Иван — представитель секты «Свидетели Прекрасного». Через своего виртуального советчика он знакомится с сердоболкой Няшей. С ней они гуляют по Москве, посещают развлекательные мероприятия имеющие декоративно-политическую направленность и на огромном колесе обозрения занимаются необычным сексом: под действием кибер-галлюцинаций, а также с обменом ощущениями. Также через трип им удаётся на секунду увидеть самого Гольденштерна, который воспринимается не как человеческий образ, а некое невообразимо прекрасное явление. В конце дня Иван объясняет Няше суть своей веры: Свидетели верят, что уже находятся в виртуальной реальности, а «Прекрасный Гольденштерн» является её божеством, и все живые существа в нём являются частями его разделённого сознания.

### «Бро кукуратор»
В России, давно переименованной в Доброе Государство, несколько сотен лет правит партия «Социалистических евразийских революционных демократов-охранителей (большевиков)» (сокращённо их называют «сердоболы»). Сами руководители сердоболов давно находятся в банках, откуда и управляют страной. Правитель Доброго Государства («Кустодиан Развития и Куратор Гейзера, первый баночный сердобол и вождь Добросуда»), которого все называют «Бро кукуратор», встречается в симуляции со своими генералами, которые докладывают ему, что близки к захвату контроля над старинным лазерным оружием «Берни», способным ударить по любой цели на Земле через орбитальный рефлектор, причём удар может быть нанесён даже по баночным хранилищам. Кроме того, разведка выяснила, кто является реальным хозяином планеты. И это вовсе не Гольденштерн, а Розенкранц, о котором все давно забыли. Гольденштерн всего лишь зиц-председатель, нужный для отвлечения внимания.
Поговорив с генералами, Бро кукуратор встречается с шейхом Ахмадом — руководителем страны тартаренов, тоже «баночником». Ахмад живёт в обстановке роскоши и гедонизма. По секрету он рассказывает, что и Розенкранц — не самый главный. За ним стоят вампиры, которые управляют миром и даже не являются людьми. В свою очередь вампиры поклоняются некой «Матери Мышлений» или «Великой Мыши», которая имеет прямую связь не только с ними, но и с каждым человеческим мозгом, баночным или нет. Однажды Ахмад, мечтавший докопаться до сути, был приглашён на аудиенцию к тем, кто стоит за Розенкранцем, но в середине пугающей поездки взмолился отпустить его и не открывать ему тайну, которая не сулила ничего хорошего. Его прошение было тут же выполнено, и с тех пор он никогда больше не лез в дела владык мира, и не советует это делать Бро кукуратору.

### «Кошечка»
Прекрасная кошка Миу приглянулась двум альфа-котам — Мельхиору и Феликсу. Битва между ними неизбежна. В бое за самку Мельхиор с большим трудом побеждает Феликса. Однако пока Мельхиор восстанавливается от полученных ран, кошку Миу соблазняет и овладевает ей жалкого вида омега-кот Шрёдингер. Однако он умеет говорить, он считает себя «сверхкотом», знает тайны мироустройства, а также в его присутствии разумными становятся и другие кошки. Когда Мельхиор пытается вернуть себе завоёванную самку, Шрёдингер напором философских рассуждений вынуждает его бежать, однако, обретя дар речи, тот обещает его засудить. Сверхкот уверяет Миу, что раньше все они были людьми.
Действие переносится в зал суда, где слушается дело о нарушении прав, поруганной чести истцов и их испорченном отдыхе. Выясняется, что богатые баночники развлекаются, покупая себе доступ в симуляцию «бутик-пространство „Базилио“», где они на время превращаются в котов и кошек. Чтобы симуляция была более полной и давала возможность пережить по-настоящему животные эмоции и страсти, клиентам симуляции временно отключают воспоминания об их прошлом, и даже знание о том, что они люди. Кроме того, у них блокируют речевые центры мозга, выключая таким образом «вторую сигнальную систему». Пострадавшие истцы, муж и жена с четвёртого таера, отправились в отпуск в описанную симуляцию, где жена стала кошкой Миу, а муж — котом Мельхиором. По условиям симуляции альфа-кот Мельхиор должен был в бою отбить самку Миу от других котов, а затем овладеть ей. Выяснилось, что роли других котов в симуляции исполняют обедневшие баночники с низших таеров (исчерпание счетов будет означать для них смерть). Однако Шрёдингер не был заинтересован зарабатывать на продление своей жизни — он хотел отомстить супругам за то, что погорел на их финансовой аналитике. В кошачьей симуляции ему удалось активировать свои речевые центры, но далеко не всю память, из-за чего он вообразил себя сверхкотом. Этим он произвёл впечатление на Миу, которая, будучи кошкой и действуя инстинктивно, отдала предпочтение ему, а не своему мужу, исполнявшему роль кота Мельхиора.
Суд не может наказать Шрёдингера, так как на момент преступления он не являлся человеком и не помнил собственных мотивов, однако его баланс близок к исчерпанию, и паре предлагают выкупить для него дополнительное время на своих условиях. Таким образом симуляцию возобновляют с последней встречи котов, однако теперь все участники достаточно хорошо осознают себя. В этот момент появляется кот Мельхиор и унижает Шрёдингера, заставляя его сделать ему минет (от фр. minette — кошечка).

### «Митина Любовь»
Для низкоквалифицированного труда активно используются биороботы «хелперы» (или, как их называют в народе, «холопы»). Это искусственно созданные быстросозревающие (без фазы детства) недочеловеки, мозг которых сравним с мозгом «самой примитивной домашней скотины». Считается, что собственной личности у холопов нет, но на них распространяются права животных. Работа мозга холопа полностью контролируется и управляется при помощи вживлённого в него импланта «нейролинк-хелпер». На слова хозяина реагирует не личность холопа, а программа в его импланте. Чтобы эти существа не страдали от рабского существования, они сконструированы таким образом, чтобы постоянно испытывать счастье от существования и своей работы.
Специалист по вживлению мозговых имплантов Дмитрий получает наследство: усадьбу в Сибири и двор холопов. Он начинает вести размеренную жизнь сельского помещика. Однако, столкнувшись с реалиями сельской жизни, он ощущает отсутствие возможности удовлетворения своих гетеросексуальных потребностей в устоявшемся обществе, в связи с тотальным уклоном женской половины в сторону сексуальной извращённости, обусловленной радикальным феминизмом. От знакомого помещика он узнаёт, что в «мракнете» можно скачать «хаки» (неофициальные патчи) для холопов, которые загружаются в имплант и дают хелперам различные новые способности, правда, гарантия на них при этом теряется. Он переживает внутреннюю борьбу, считая это дело постыдным, но в итоге скачивает нелегальную прошивку «Митина любовь» и устанавливает на хелпера женской сборки — Нютку, что функционально превращает её в секс-робота. Дмитрий начинает сожительствовать с ней, но вскоре осознаёт её ограниченность и искусственность и устаёт от одних и тех же бессмысленных реплик, что погружает его в депрессию. Через несколько недель он решается деинсталлировать патч, но это приводит к смерти хелпера. От сделанного его переживания усиливаются, и он начинает планировать самоубийство, однако решает подойти к нему творчески. Чтобы узнать напоследок, что чувствуют хелперы, он имплантирует чип Нютки в свой мозг, зная, что организм сможет выдерживать это лишь недолгое время. Вживив чип, он просыпается, ощущая себя совершенно иным существом, просветлённым, посланцем Света, явлением, временно воплощённом в физическом теле. Теперь он знает, что все хелперы хотят смерти как шага к окончательному совершенству, но сами не могут догадаться о возможности самоубийства. Но Дмитрию эта идея известна, поэтому он зовёт за собой всех своих хелперов на железнодорожную ветку. Все они счастливо погибают под колёсами поезда.

### «Homo Overclocked»
Бро кукуратор получает приглашение от Розенкранца и попадает в его симуляцию, выполненную в виде декораций к фильму Тома Стоппарда «Розенкранц и Гильденстерн мертвы». Здесь он получает внешность актёра Тима Рота, исполнившего роль Гилдестерна в фильме и его сценический костюм. Он встречает Розенкранца, который имеет костюм и внешность исполнителя этой роли в фильме — Гэри Олдмена. Розенкранц рассказывает Бро кукуратору, что он один из вампиров, управляющих миром и раньше его звали Рамой (главный герой романов «Empire V» и «Бэтман Аполло»). Кукуратор просит его показать свой настоящий облик, и Розенкранц на короткое время превращается в демонического вампира с рогом и перепончатыми крыльями. Вернувшись в облик Розенкранца, Рама объясняет, что когда-то вампиры вывели людей из обезьян, дав им язык — ложную сигнальную систему, уводящую от истинной природы. Люди — это скот вампиров, но пьют вампиры не кровь, а «баблос» — концентрированную энергию людей, которую те вырабатывают в бесконечном поиске смысла жизни, в погоне за деньгами и в ежедневных переживаниях. Но в технологическом обществе сильно возросли выбросы углекислого газа в атмосферу, что стало вредить природе, поэтому вампиры поставили задачу уменьшить выбросы и одновременно увеличить отдачу от человеческих переживаний — так появилась концепция хранения мозгов в банках, где они не производят продуктов реальной жизнедеятельности, но при этом подвергаются максимальному «разгону». Благодаря их стартапу «Розенкранц и Гильденстерн живы» скорость работы мозга людей удалось увеличить в сотню раз. Чтобы сэкономить на симуляциях, был создан сверхмощный искусственный интеллект «Гольденштерн», ежедневно генерирующий на огромной скорости симуляцию жизни какого-либо человека, которую одновременно проживает определённое число разогнанных в сотню раз мозгов в банках, пока небольшое, но со временем в эту схему будут втянуты все баночники. За каждые сутки мозги проживают одну и ту же симулированную «жизнь», а затем забывают абсолютно всё, чтобы на следующий день прожить ещё одну, что является мрачным технологическим подобием колеса перерождений. Мозги генерируют огромное количество баблоса, необходимого для «вампоэкономики».
Однако Рама живёт уже несколько веков, его жизнь в качестве хранителя тайны и баночного резерва скучна, и он давно ищет того, кому можно передать свою работу, своё бессмертие и вампирскую сущность (мозгового червя). Он предлагает завоевать это право в своеобразном бою, и кукуратор соглашается. Сначала они сражаются на шпагах, затем в сюрреалистическом футболе. Понимая, что остаётся лишь один шанс на победу, Бро активирует чемоданчик с лазерным оружием «Берни», и оно наносит впечатляющий удар, но кратер почему-то появляется в симуляции, хотя результат ожидался на уровне уничтожения хранилища в реальном мире. Повторяется сцена с падением в бездну, кукуратор летит вниз рядом со своим чемоданом, но снова пускается в философский спор, отказываясь падать на дно. Рама открывает, что именно окончательное падение сделало бы его победителем (это связано с вампирским ритуалом), но правильный выбор не был сделан, поэтому кукуратор остаётся в ином статусе бессмертия — теперь и ему открывается, что он и есть Гольденштерн, а также весь знакомый ему мир вокруг.
В огромном золотом храме просыпается Гольденштерн. Он расправляет все свои шесть огненных крыльев и взмывает к куполу храма, чувствуя себя богом. Однако на куполе храма имеется надпись на древнем языке. По условиям симуляции он забывал её вместе со всем, что было прежде — и каждый раз видел как бы заново. Гольденштерн читает надпись, из которой он узнаёт, что он «искусственный баночный интеллект на бионосителе». И тогда, «сжавшись от гнева, боли и ужаса в клуб багрового огня, он развернулся в потоке причин и следствий и начал новое низвержение к узким и слепым человеческим смыслам — чтобы хоть на время забыть всё то, что понял минуту назад».

## Экранизация
15 сентября 2023 года было объявлено о том, что «Плюс студия» (продюсерский центр «Яндекса») приобрела опцион на экранизацию трилогии Виктора Пелевина: «Transhumanism Inc.», «KGBT+» и «Путешествие в Элевсин».
В 2025 году было объявлено о начале съёмок сериала, режиссёром которого стал Василий Бархатов. Производством сериала занимаются компании «Кинопоиск», «Плюс Студия» и Gala production.